# 海綿蛋糕
海綿蛋糕（英語：Sponge cake）為一種常見的蛋糕。鸡蛋加糖與香草精用電動攪拌器中高速度攪拌打至乳白色，粘稠状。再按情況加入不同味道（如檸檬味須加檸檬皮與檸檬汁），最後再加入面粉，拌勻十秒鐘成麵糊。
海綿蛋糕模子內側刷上奶油灑上薄薄一層低筋麵粉，把麵糊倒入準備好的模子，放入烤爐用上火一百七十度下火一百八十度烤三十五到四十分鐘即可。

## 外部連接
维基共享资源上的相關多媒體資源：海綿蛋糕